# Thamnophis melanogaster
Thamnophis melanogaster là một loài rắn trong họ Rắn nước. Loài này được Wiegmann mô tả khoa học đầu tiên năm 1830.